# Emily Zhukov
Emily Zhukov (Duluth, Minnesota 1961) es artista visual y educadora.

## Formación
De 1977 a 1981, estudió en el Atelier Lack School of Fine Art en Minneápolis, así como en la Universidad de la Haute Bretagne en Francia. En 1983 se graduó de Licenciada en Artes en la Wesleyan University en Connecticut, y de 1984 a 1986, continuó sus estudios en la Facultad de Bellas Artes de la Universidad Complutense de Madrid. En 1991 obtuvo una Maestría en Bellas Artes de la School of Visual Arts en Nueva York. Desde 1994, Zhukov vive y trabaja en Panamá. 

## Carrera
Su carrera artística se ha desarrollado principalmente en el campo de la escultura. Su obra abarca materiales como el barro, el metal (hierro, bronce, aluminio), a los cuales se incorporan objetos encontrados o reciclados, creando combinaciones y contrastes cada vez más conceptuales. 
Ha realizado exposiciones individuales en espacios como Galería Arteconsult en Panamá, Museo de Arte Contemporáneo y Manolo Caracol. En 1998 participó en la IV Bienal de Arte de Panamá. En la docencia ha trabajado como profesora de arte de la Universidad Estatal de Florida y en la Escuela Internacional de Panamá.